# Seckendorff (Adelsgeschlecht)

Wappen derer von Seckendorff

Seckendorff (auch: Seckendorf) ist der Name eines alten fränkischen Adelsgeschlechts.

## Geschichte

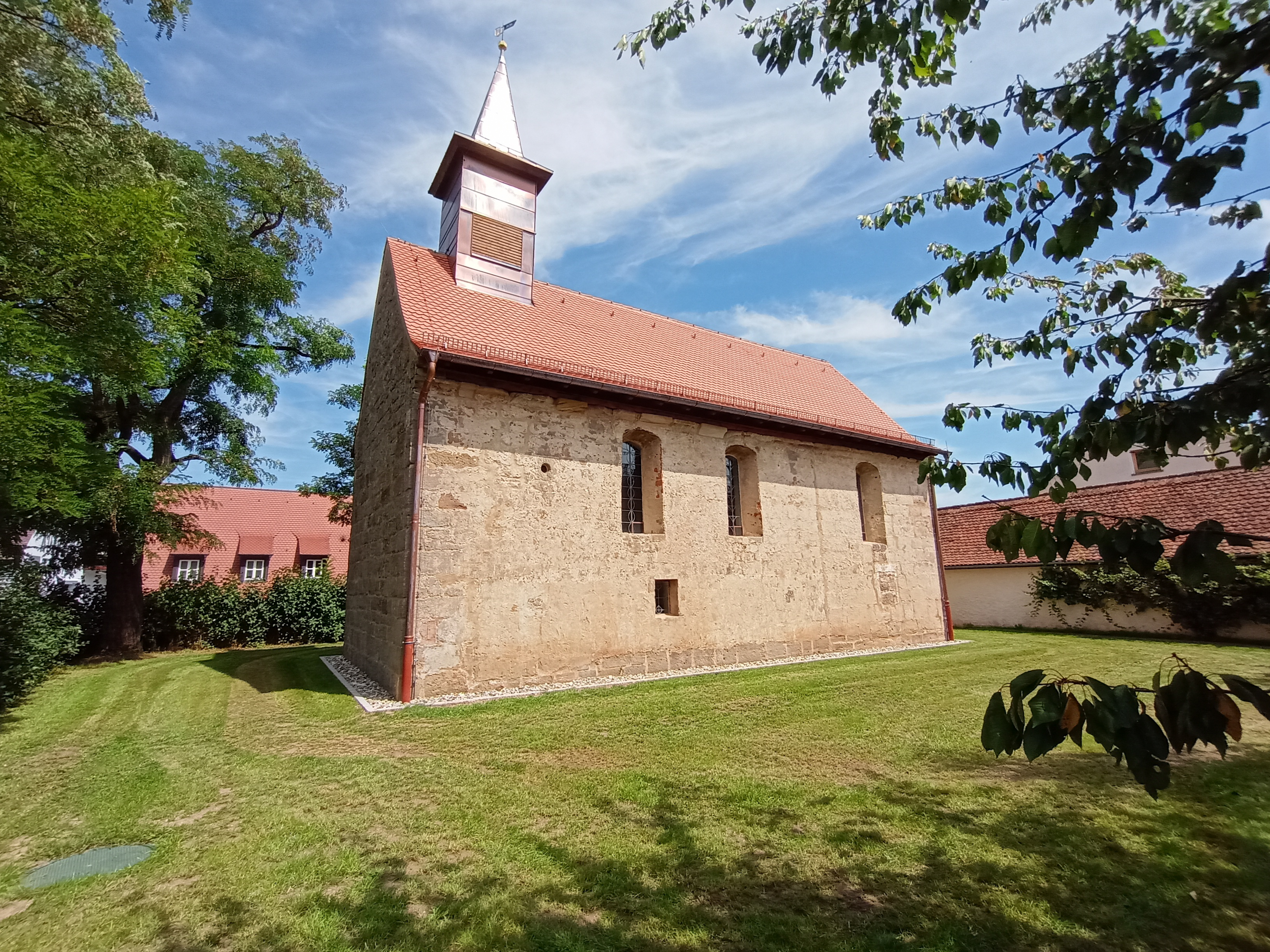
Burgkapelle Seckendorf

Das Geschlecht führt seinen Namen nach dem Ort Seckendorf bei Cadolzburg in Mittelfranken. Die Burg Seckendorf wurde 1154 erstmals erwähnt und befand sich vermutlich schon damals im Besitz der nach ihr benannten Familie. Es ist nicht bekannt, ob die Familie anfänglich edelfrei war oder in einem Lehnsverhältnis stand, etwa zu den um 1200 ausgestorbenen Grafen von Abenberg, welche die Herrschaft Cadolzburg besaßen. Denn die Seckendorffer wurden als Familie erst mit Heinrich von Seckendorff am 1. Mai 1254 bzw. mit den Brüdern Arnold, Burkhard und Ludwig von Seckendorff am 16. Oktober 1259 urkundlich erstmals erwähnt. Von der abgegangenen Stammburg existiert heute nur noch die Burgkapelle Seckendorf.
Die Herrschaft Obernzenn unweit von Bad Windsheim in Mittelfranken befand sich vermutlich ebenfalls bereits im 12. Jahrhundert im Besitz der Familie von Seckendorff, die dort bis heute ansässig ist. Obernzenn war eine reichsritterliche Herrschaft mit einer Fläche von etwa 40 Quadratkilometern; sie gehörte zum Ritterkanton Altmühl des Fränkischen Ritterkreises. Andere Besitzungen der Familie gehörten zum Ritterkanton Steigerwald. Das Geschlecht gehörte somit der Reichsritterschaft an. Ein „Schloss zu Niedernzenn“ wurde erstmals 1445 erwähnt; das Schloss Unternzenn befindet sich seither ebenfalls bis heute im Besitz der Freiherren von Seckendorff. Die Familie übte die Hohe Gerichtsbarkeit aus.
Aberdar von Seckendorf zu Zenn war um 1312 der Stammvater der sogenannten Aberdar-Linie. Sein Bruder Gutend, Vizedominus des Burggrafen von Nürnberg, begründete die nach ihm benannte Gutend-Linie.
Ein Herr Burckart von Seggendorf tritt urkundlich am 24. Januar 1342 in Erscheinung, als die Grafen Ludwig und Fridrich zu Oettingen, Landgrafen im Elsass, diesem die „Theidigung“ (Beteiligung?) welche er an Gütern in der „Brunst“ mit Herr Brun von der Lephenburg vereinbart hatte, bestätigten.
Ein Seckendorff wurde von den Burggrafen von Nürnberg als Amtmann von Hohenberg eingesetzt. Mitglieder der Linie Hoheneck hatten bis 1328 das Truchsessamt und Mitglieder der Linie Nold zwischen 1412 und 1659 das Schenkenamt des Burggrafentums Nürnberg inne.
Von insgesamt 13 Linien (Abenberg, Aberdar, Egersdorf, Gutend, Hörauf, Hoheneck, Jochsberg, Nold/Nolt († 1659), Obersteinbach, Pfaff, Rinhofen I, Rinhofen II, Rinhofen III) der Familie gibt es heute nur noch drei (Aberdar, Gutend und Rinhofen III).

### Standeserhöhungen
- Linie Aberdar: Reichsfreiherrenstand mit Wappenbesserung in Wien am 5. September 1706 für den kaiserlichen Rittmeister Christoph Sigmund von Seckendorff, Gutsherr auf Sugenheim, Obernzenn u. a., Ritterhauptmann des Ritterkantons Steigerwald der fränkischen Reichsritterschaft. Württembergischer Grafenstand in Stuttgart am 6. November 1810 für den königlich württembergischen Kammerherrn und Staatsminister Christoph Freiherr von Seckendorff.
- Linie Gutend: Reichsgrafenstand und Wappenbesserung in Wien am 2. April 1719 für den kaiserlichen Feldmarschall Friedrich Heinrich Freiherr von Seckendorff (1673–1763). Preußischer Grafenstand in Berlin am 17. Januar 1816 für den königlich sächsischen Geheimrat Adolph Franz Carl Freiherr von Seckendorff, Direktor der Stände im Stift Merseburg. Preußische Genehmigung zur Fortführung des Freiherrn-Titels durch A. K. O. Swinemünde (an Bord S. M. Yacht Hohenzollern) am 5. August 1912 mit Diplom vom 28. Mai 1913 für die Nachkommen der Brüder des herzoglich braunschweigischen Oberst Gerald Freiherr von Seckendorff.
- Linie Rinhofen:  Preußische Genehmigung zur Fortführung des Freiherrn-Titels durch A. K. O. Swinemünde (an Bord S. M. Yacht Hohenzollern) am 5. August 1912 mit Diplom vom 28. Mai 1913 für die Nachkommen des königlich preußischen Regierungsrats Carl Freiherr von Seckendorff († 1840).

### Besitzungen (Auszug)

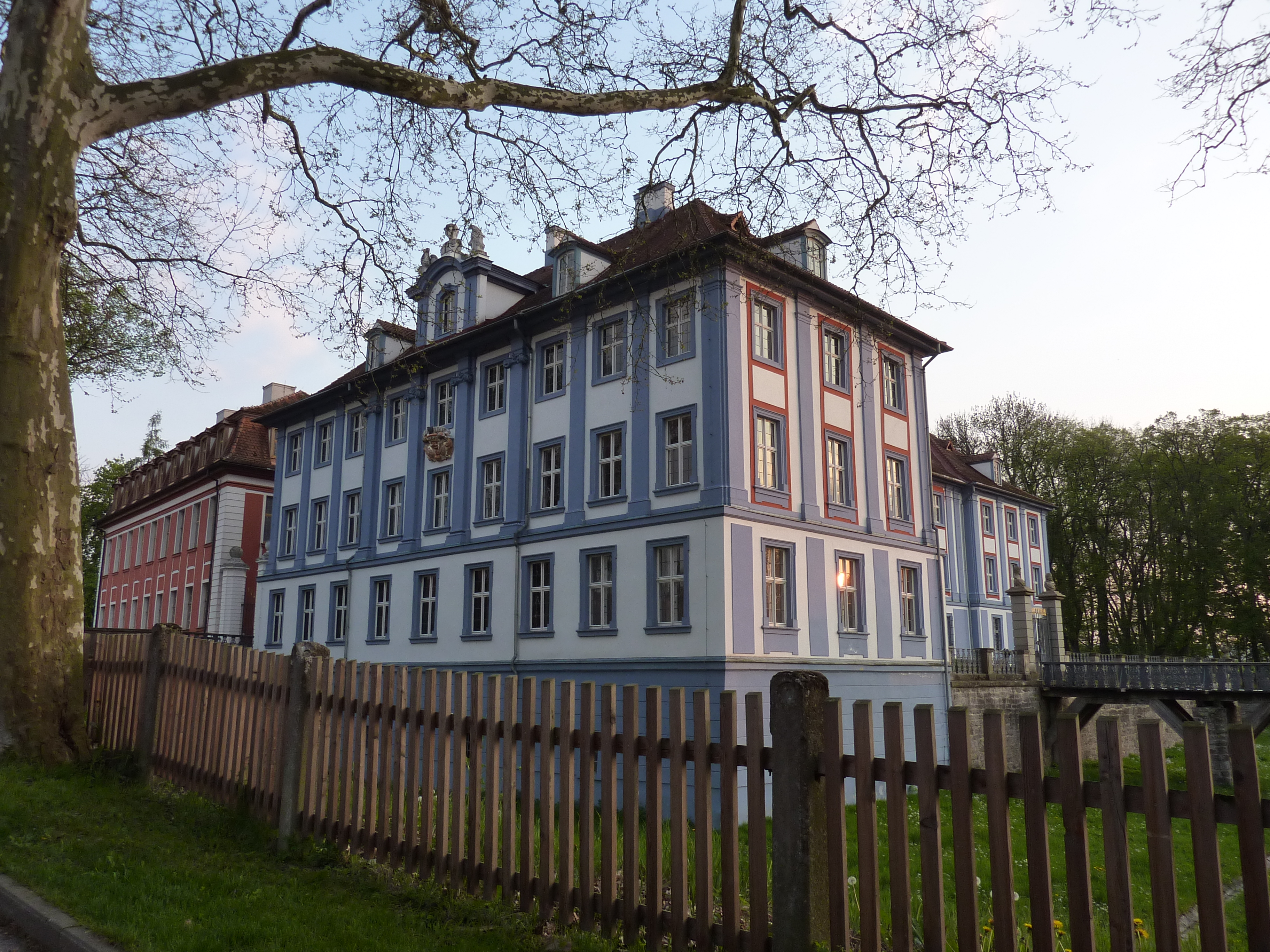
Blaues und Rotes Schloss Obernzenn

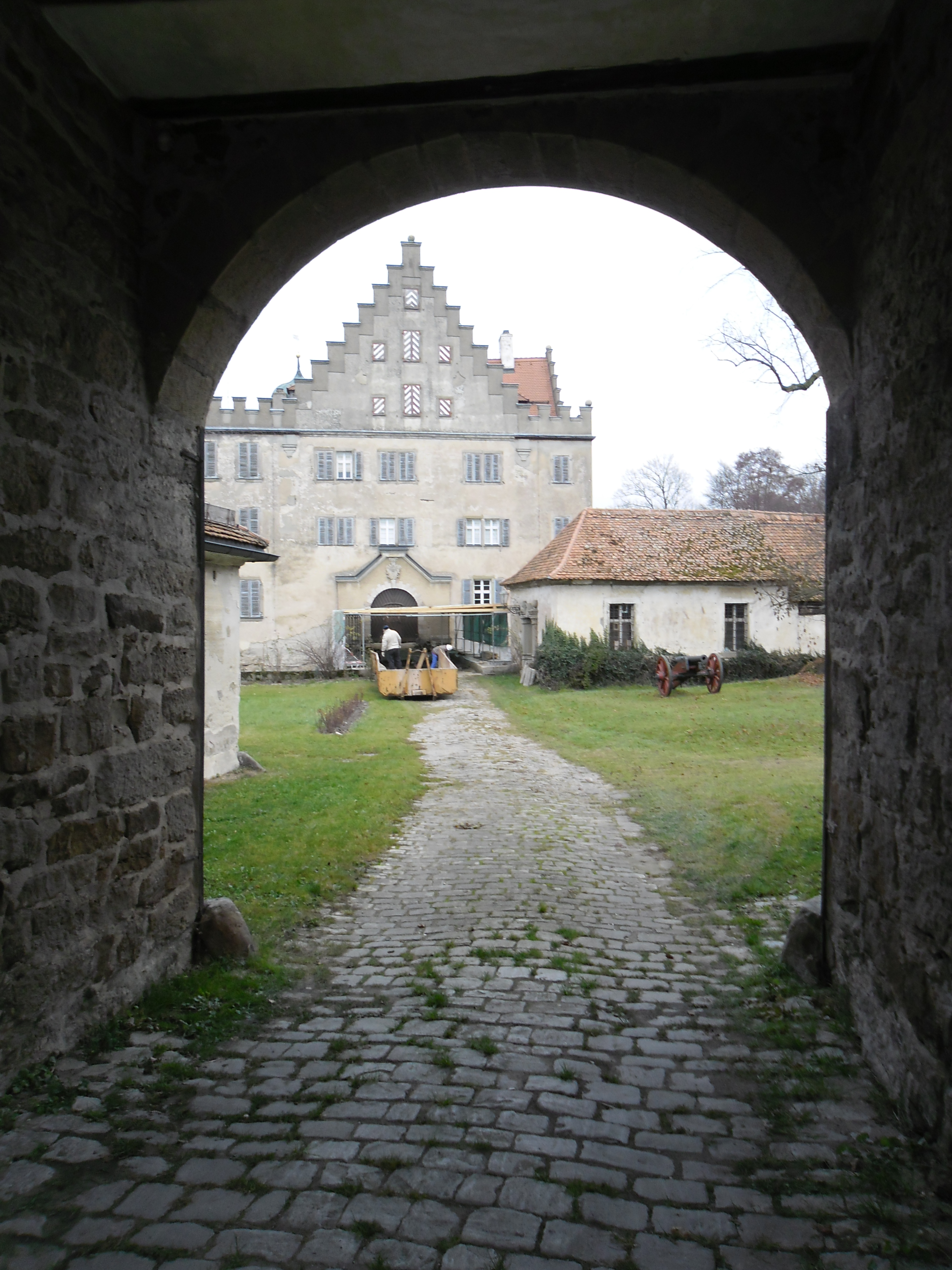
Schloss Unternzenn

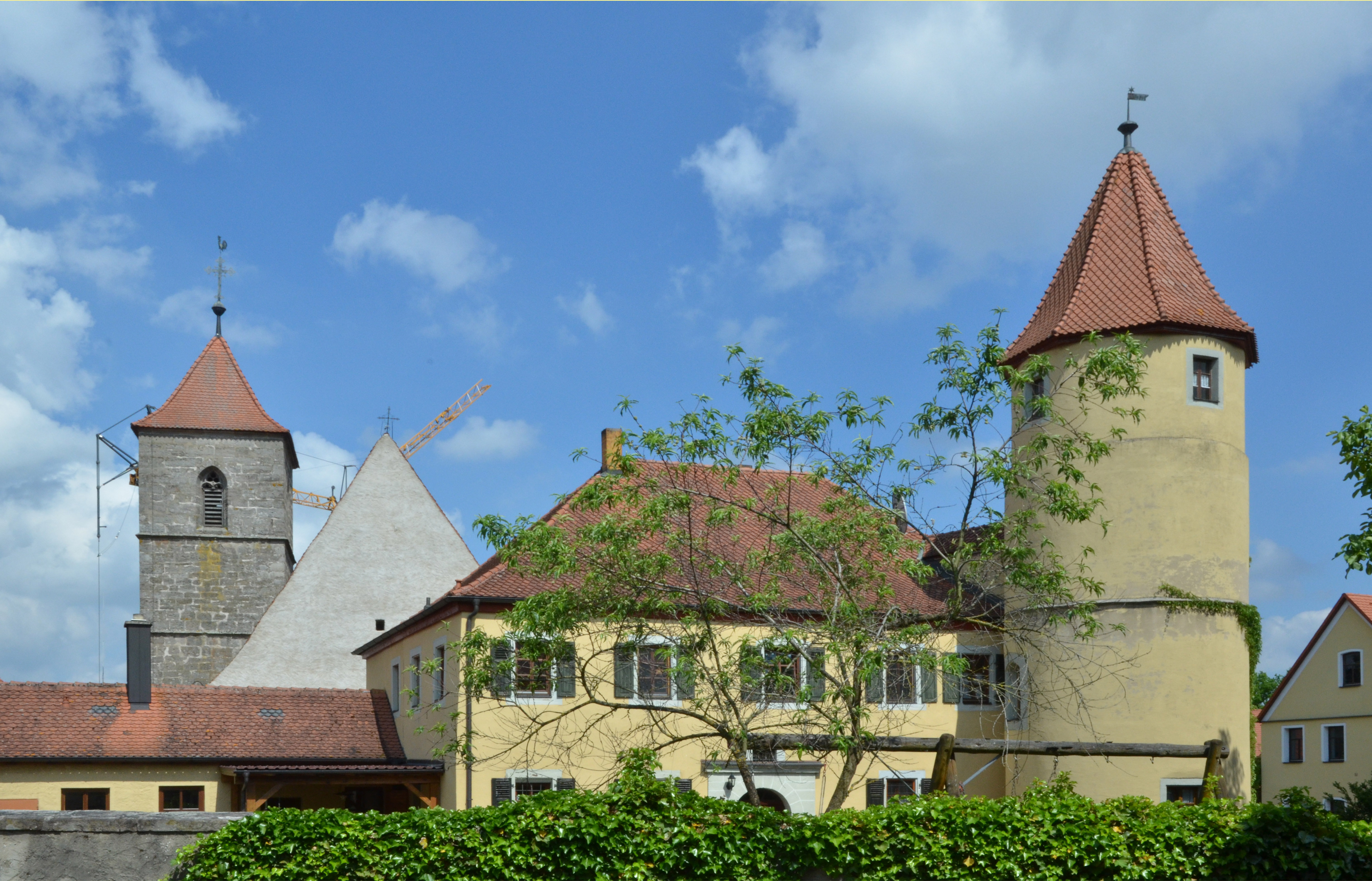
Schloss Unteraltenbernheim

- Ab 12. Jh. bis heute Obernzenn, Blaues und Rotes Schloss
- bis heute: Schloss Unternzenn[7]
- ? -? Schloss Unteraltenbernheim
- 1317–1782 Burg und Dorf Langenfeld (Mittelfranken) und Ullstadt
- 1347–1375 das Rittergut Oberndorf bei Möhrendorf[8]
- 1349–1368 Gunzenhausen
- ab 1361 Rittergut Schnodsenbach[9]
- 1361–1379 Monheim[10]
- 1369–1518 (ca.) Neuendettelsau, um 1403 Aufteilungen zwischen den Seckendorf und Vestenberg[11]
- 1395–1500 (ca.) Rittergut Obersteinbach bei Neustadt/Aisch (mit Frankfurt, Langenfeld, Lachheim, Roßbach (Baudenbach) und Stübach)[12]
- Wohl ab Ende des 14. Jh. (nachweislich ab 1412) − 1972 Schloss Sugenheim[13]
- 1410–1617 Schloss Bechhofen[14]
- vor 1417–1503 Burg Hiltpoltstein im Landkreis Forchheim
- 1422–1447 Rieterschloss in Kornburg
- 1444–1453 Burg Reicheneck bei Happurg
- 1448–1452 Fürerschloss in Haimendorf
- ab 1455  Rauschenberg, Bergtheim, Höchstadt, Taschendorf, Obertaschendorf.
- 1465–1722 das Lehen Buch bei Weisendorf[15]
- bis 1479 die Grundherrschaft und Schloss Rezelsdorf bei Weisendorf[16]
- 1478–15. Jh. Festung Rothenberg bei Schnaittach
- 1486 Buchklingen (Emskirchen), Brunn (Emskirchen)[17]
- 1503–1528 Rittergut Hüttenbach bei Simmelsdorf
- ab 1504 Güter in Oberlindach bei Weisendorf[18]
- 1504–1570 Anteile am Rittergut Simmelsdorf
- 1527–1653 Rittergut Obbach
- bis 1531 Rittergut Reichenschwand
- 16. Jh.–1558 Herrensitz in Eismannsberg (Altdorf bei Nürnberg)
- bis 1600 Schlossgut Triesdorf
- ? -? Altheim bei Dietersheim[19]
- Mitte 15. – Mitte des 17. Jh. Hallerndorf[20] (Linie derer von Seckendorf zu Krotendorf, Schnodsenbach, Sugenheim, Hallerndorf und Rossbach)
- ? Sugenheim
- ? Krotendorf
- ? -? Lehen in Almoshof (Stromerscher Herrensitz)
- 1677–1945 Rittergut und Schloss Meuselwitz, Thüringen
- 1705 – heute Schloss Ebneth (Besitzerin: Isabelle Callens geb. von Seckendorff)
- ? (belegt 1486) – heute Schloss Trautskirchen (Besitzerin: Isabelle Callens geb. von Seckendorff)
- 1726 – heute Gut Weingartsgreuth (Besitzer: Freiherr von Seckendorff-von Witzleben)
- 1720–1727 Landgut mit Schloss Harrlach bei Allersberg[21]
- 1720–1774 das Seckendorff-Egloffsteinsche Freihaus in Kornburg
- 1724 erbaut: Seckendorffsches Palais in Altenburg
- 1757–1952 Schloss Unterleinleiter, Fränkische Schweiz
- 1760–2007 Wasserschloss Erkenbrechtshausen
- von etwa 1797 bis nach 1835 Gut[22] und Schloss Burkersdorf bei Weida/Thüringen
- 1839–1934 Gut Tentzerow[23]
- 1840–1945 Schloss Broock, Landkreis Vorpommern-Greifswald
- 1858 – heute Schloss Strössendorf

## Wappen
Das Stammwappen zeigt in Silber einen roten Lindenzweig in Form einer 8 mit vier untereinander stehenden gestielten roten Blättern an jeder Seite. Auf dem Helm mit rot-silbernen Decken ein hermelin-gestulpter roter Turnierhut, besteckt mit sieben schwarzen Hahnenfedern.

### Historische Wappenbilder

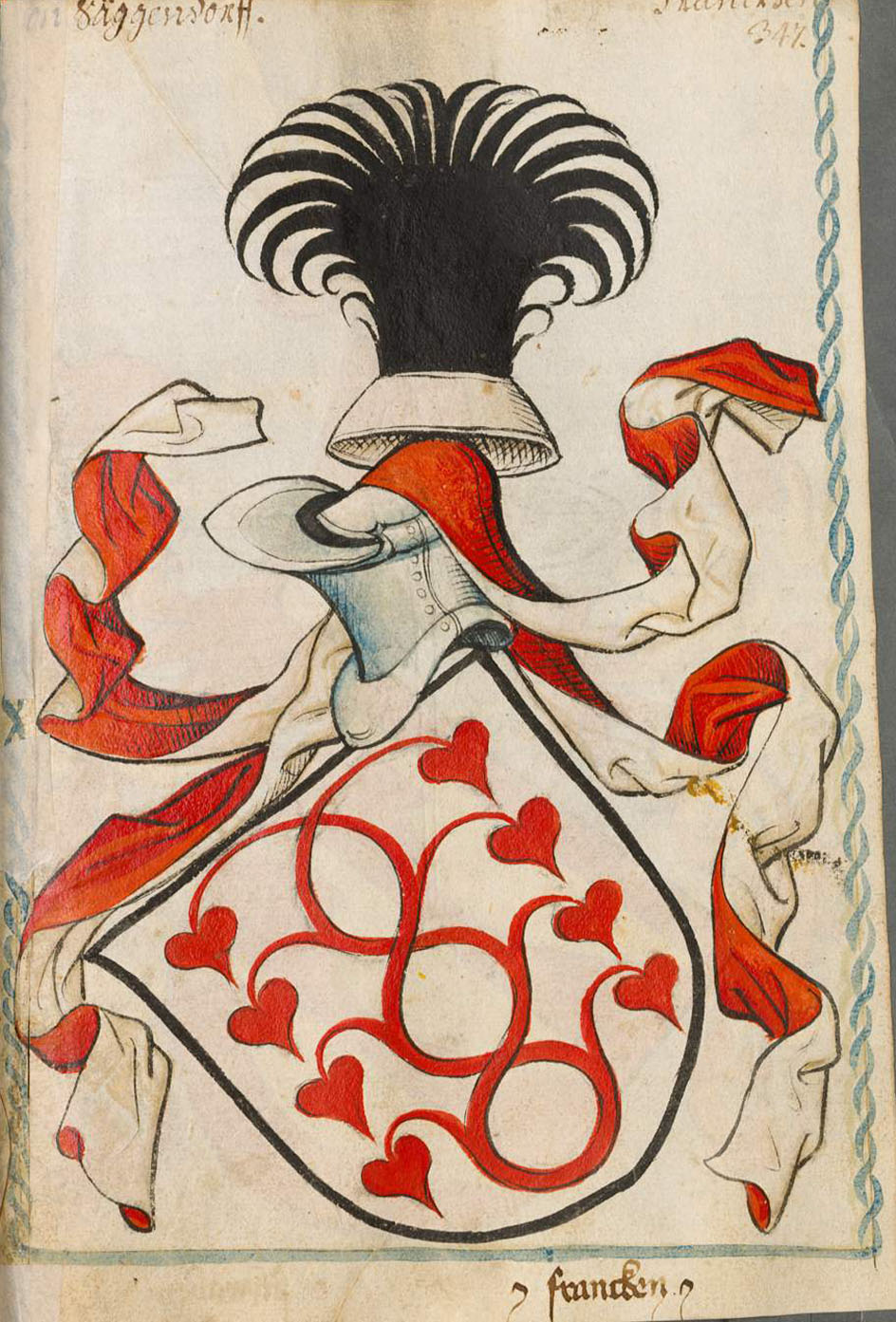
Wappen in Scheiblersches Wappenbuch
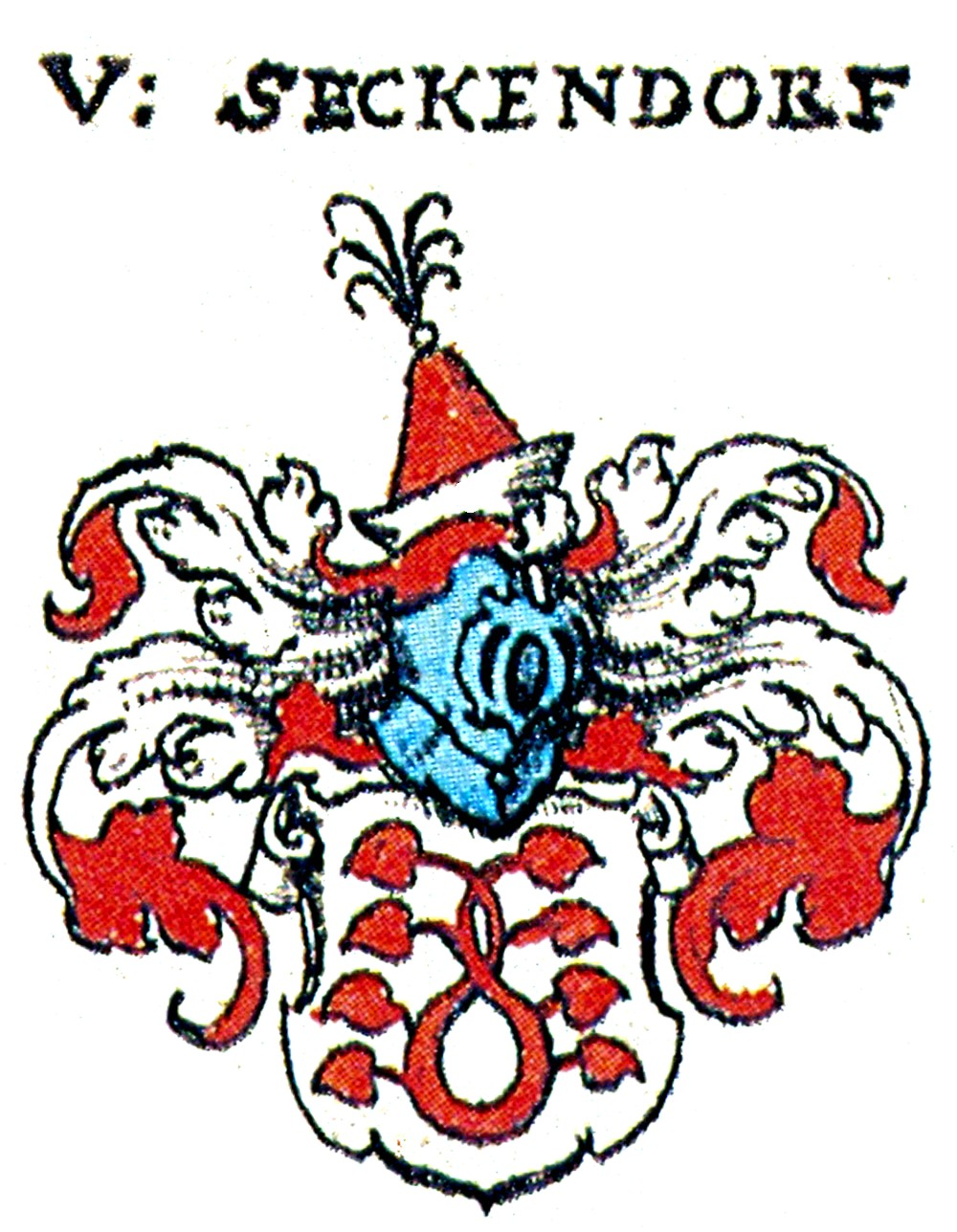
Wappen in Siebmachers Wappenbuch
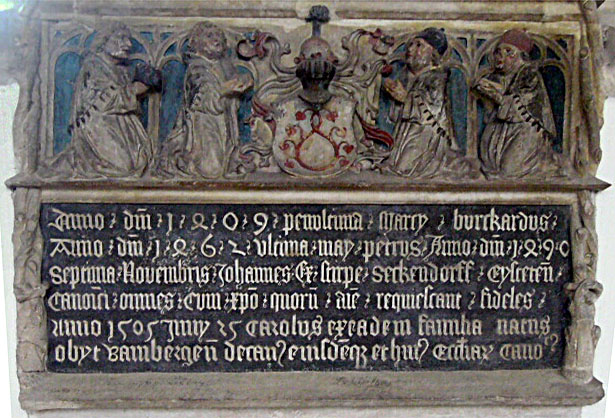
Epitaph mit Wappen im Eichstätter Dom
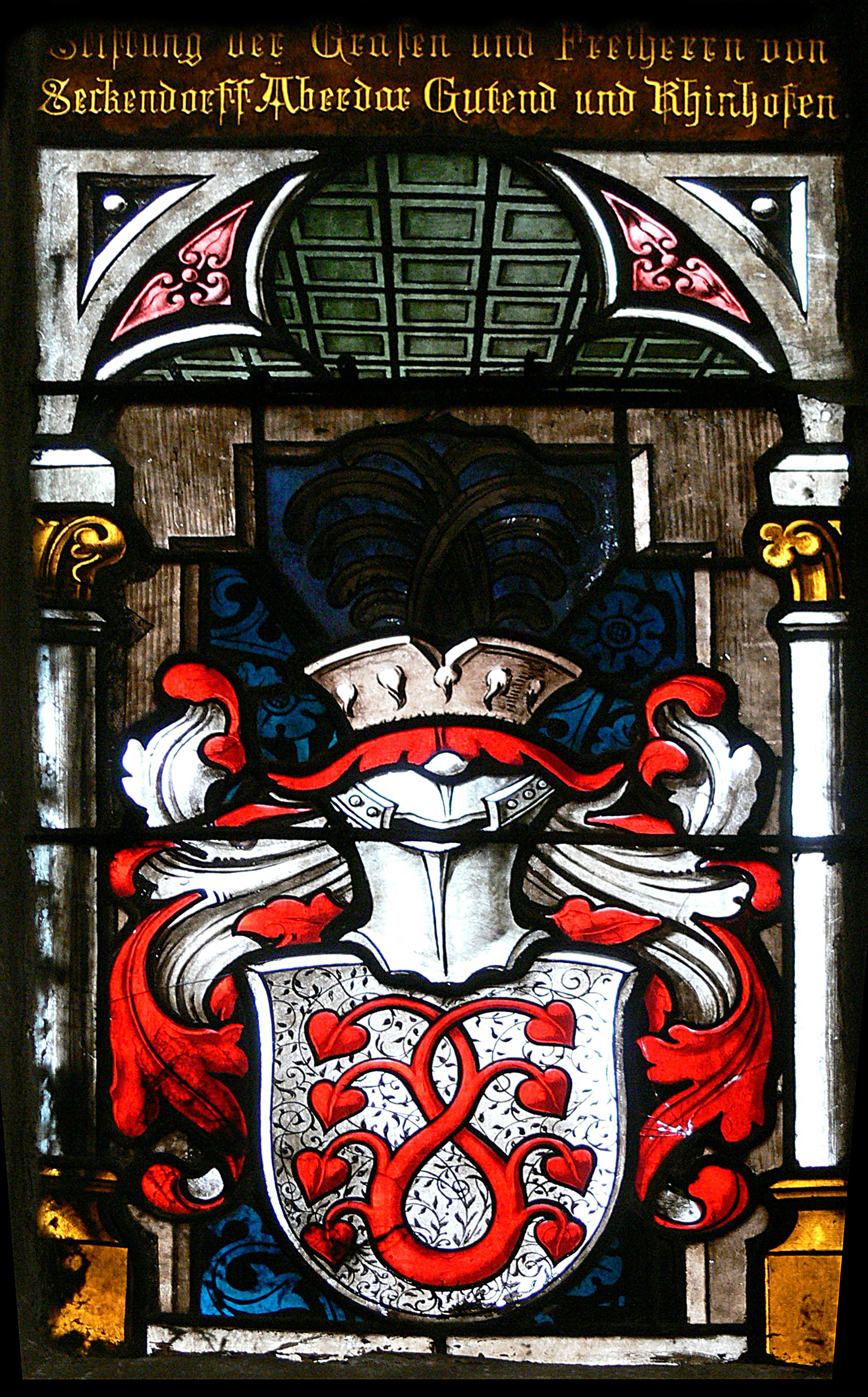
Wappen in der Stadtkirche Langenzenn
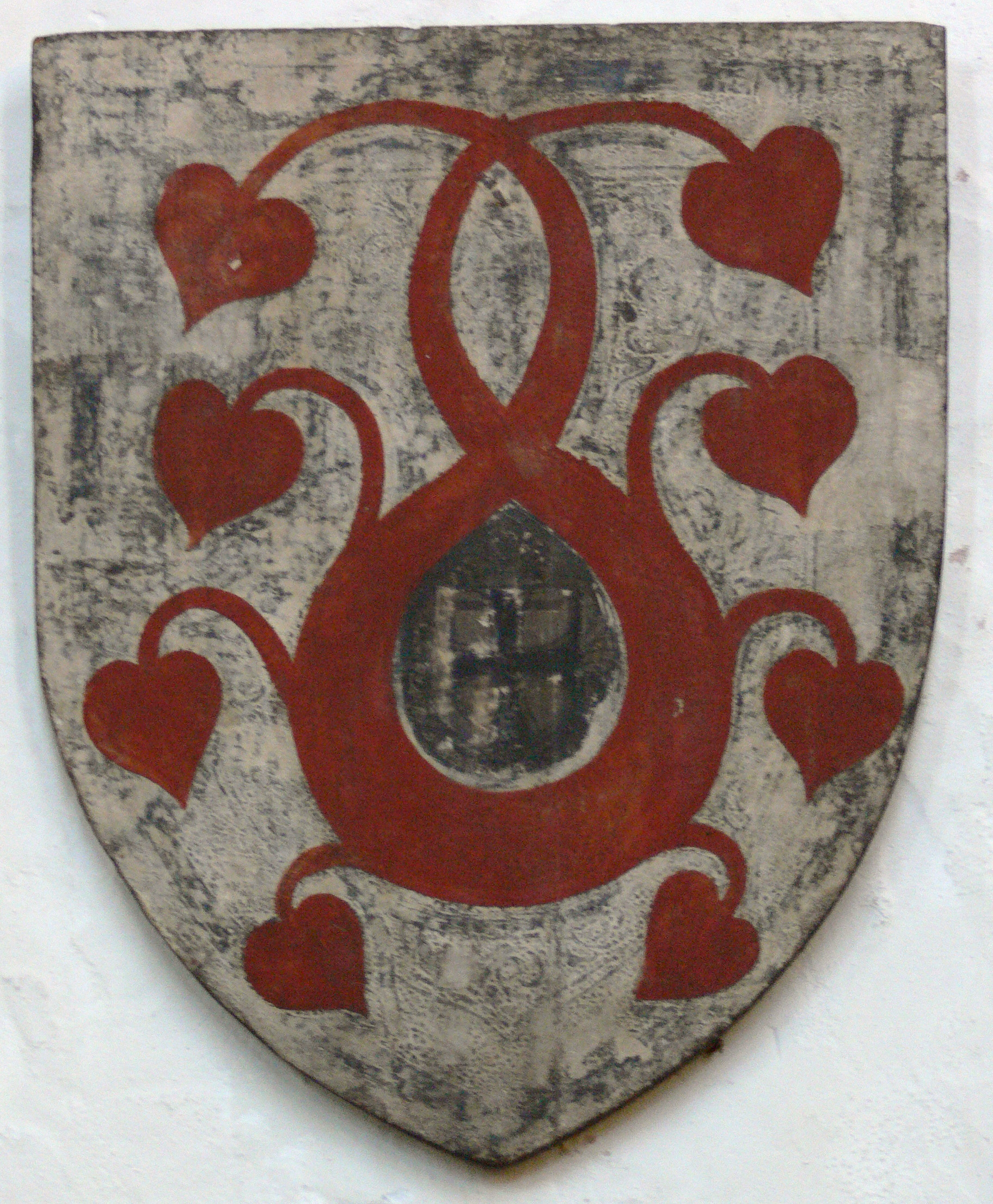
Wappenscheibe in der Deutschordenskirche St. Jakob (Nürnberg)
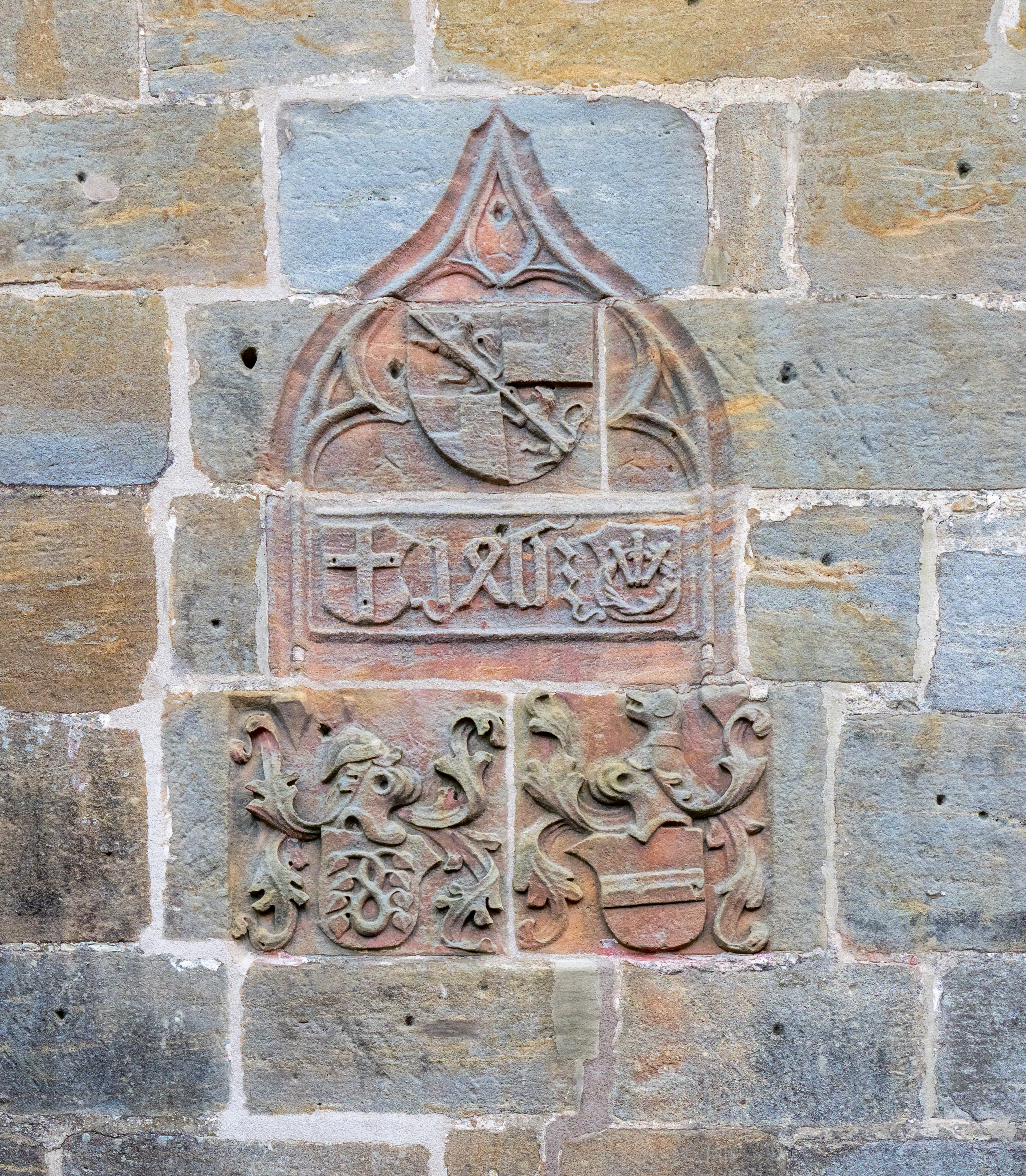
Doppelwappen an der Kreuzkapelle Hallerndorf (1463)
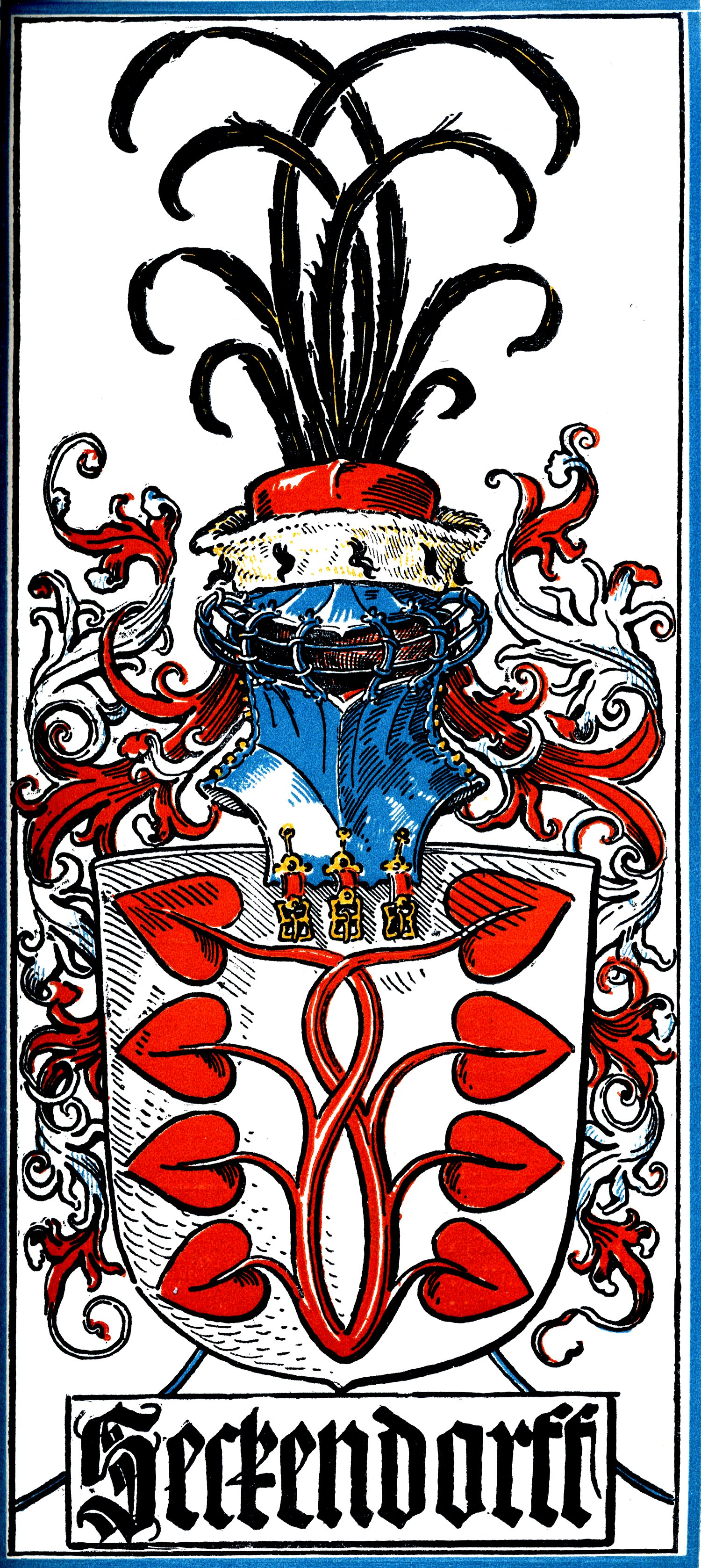
Wappengrafik von Otto Hupp im Münchener Kalender von 1903
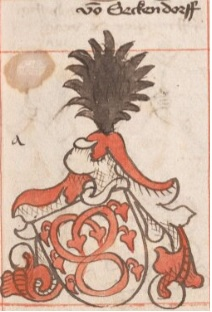
Wappen derer von Seckendorff im Wappenbuch – BSB Cgm 8030, Tafel 130
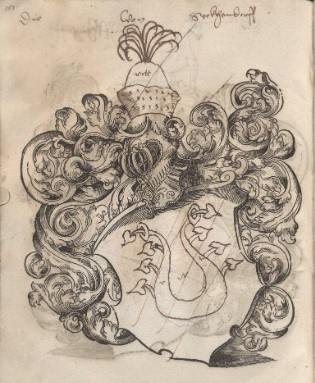
Variante des Wappens der „von Seckendorff“ aus der 2. Hälfte des 16. Jh. – hier ohne die sonst übliche Verschlingung des Lindenzweiges – BSB Cod.icon. 311 b, Tafel 151

## Bekannte Familienmitglieder
- Burkard von Seckendorff-Jochsberg († 1365)[24]
- Irnfrit von Seckendorff (1366), Richter zu dem Hof[25]
- Ritter Hans von Seckendorff zu Prunn 1431 auf Geheiss des Markgrafen Friedrich von Brandenburg als Richter zu Lehensrecht in Nürnberg sitzend[26]
- Hans von Seckendorf-Aberdar (1473–1535), Statthalter der fränkischen Markgrafentümer
- Hans von Seckendorff (um 1530), Amtmann in Ansbach[27]
- Kaspar von Seckendorff (1542–1595), Fürstbischof von Eichstätt
- Veit Ludwig von Seckendorff (1626–1692), deutscher Staatsmann sowie Staats- und Verfassungstheoretiker
- Ernst Ludwig von Seckendorff-Gutend (1672–1741), preußischer bevollmächtigter Minister beim Fränkischen und Schwäbischen Reichskreis
- Friedrich Heinrich Graf von Seckendorff (1673–1763), kaiserlicher Feldmarschall
- Christoph Friedrich von Seckendorff-Aberdar (1679–1759), Diplomat und brandenburg-ansbachischer Minister[28]
- Christoph Ludwig von Seckendorff-Aberdar (1709–1781), Leitender Minister und Präsident des Geheimen Rates von Brandenburg-Ansbach
- Adolph Franz Carl von Seckendorff (1742–1818), preußischer Graf und Stiftsdirektor in Merseburg
- Karl Siegmund von Seckendorff (1744–1785), deutscher Dichter, Regisseur, Schauspieler und Sänger am Weimarer Hof
- Sophie von Seckendorff, geb. Kalb, Ehefrau von Karl Siegmund von Seckendorff (1744–1785)
- Johann Karl Christoph von Seckendorff (1747–1814), württembergischer Graf und Staatsminister
- Albrecht von Seckendorff (1748–1834), Großherzoglich badischer Staats- und Finanzminister
- Theresius von Seckendorf-Aberdar (auch: Seckendorff; 1758–1825), deutscher Biograf, Romanist, Hispanist und Lexikograf
- Christian Adolf von Seckendorff (1767–1833), deutscher Dichter
- Ferdinand Alexander von Seckendorff Kammerherr des Sächsischen Kurfürst Friedrich August III., Rittergutsbesitzer
- Friedrich Bernhard von Seckendorff (1772–1852), deutscher Politiker
- Carl August von Seckendorf (1774–1828), Verwaltungsjurist und Oberkonsistorialpräsident der Evangelisch-Lutherischen Kirche in Bayern.
- Franz Karl Leopold von Seckendorf-Aberdar (1775–1809), deutscher Dichter
- Gustav von Seckendorff (1775–1823), deutscher Dichter und Schriftsteller
- Georg Friedrich Albrecht von Seckendorff (1779–1865), Gutsbesitzer und Generalleutnant[29]

- Alfred von Seckendorff (1796–1876), deutscher Verwaltungsjurist und Schriftsteller
- William von Seckendorff (1799–1863), Bergbaubeamter, Mineraloge und Salinendirektor in Schöningen
- Carl von Seckendorff (1800–1870), preußischer Oberbergrat
- Theodor Franz Christian von Seckendorff (1801–1858), preußischer Diplomat
- Adolf von Seckendorff (1801–1866), preußischer Generalmajor
- Karl Alexander von Seckendorff-Aberdar (1803–1855), württembergischer Obersthofmeister und Kammerherr
- August Heinrich von Seckendorff (1807–1885), deutscher Staatsmann und Jurist
- Ferdinand von Seckendorff (1808–1872), preußischer Generalmajor
- Henriette von Seckendorff-Gutend (1819–1878), „Heilerin“, Mutter der Kranken und Schwermütigen, Gründerin der Villa Seckendorff in Stuttgart-Bad Cannstatt
- Guido von Seckendorff (1829–1896), deutscher Leutnant, Kolonist und Mitgründer der Stadt Blumenau in Brasilien
- Oskar von Seckendorff (1840–1902), preußischer Generalmajor
- Götz Graf von Seckendorff (1842–1910), Kammerherr, Oberhofmeister der Kaiserin Victoria
- Rudolf von Seckendorff (1844–1932), Jurist, Präsident des Reichsgerichts (1905–1920)
- Arthur von Seckendorff-Gudent (1845–1886), österreichischer Forstmann schweizerischer Herkunft
- Erwin von Seckendorff-Gudent (1848–1923), württembergischer Politiker
- Gustav von Seckendorff (1848–1924), preußischer General der Infanterie
- Albert von Seckendorff (1849–1921), deutscher Vizeadmiral, Diplomat und Hofmarschall Prinz Heinrichs von Preußen
- Hugo von Seckendorff-Gutend (1855–1891), deutscher Landschafts-, Genre- und Orientmaler der Düsseldorfer Schule
- Adolf von Seckendorff (1857–1941), deutscher General der Infanterie, Gouverneur von Estland
- William von Seckendorff-Gutend (1858–1936), königlich sächsischer Generalmajor
- Carl Freiherr von Seckendorff (1874–1948), Freiherr, Gründer der Pfadfinder
- Götz von Seckendorff (1889–1914), deutscher Maler und Bildhauer
- Erich von Seckendorff (1897–1944), deutscher Generalmajor
- Christa von Seckendorff (* 1970), deutsche Künstlerin

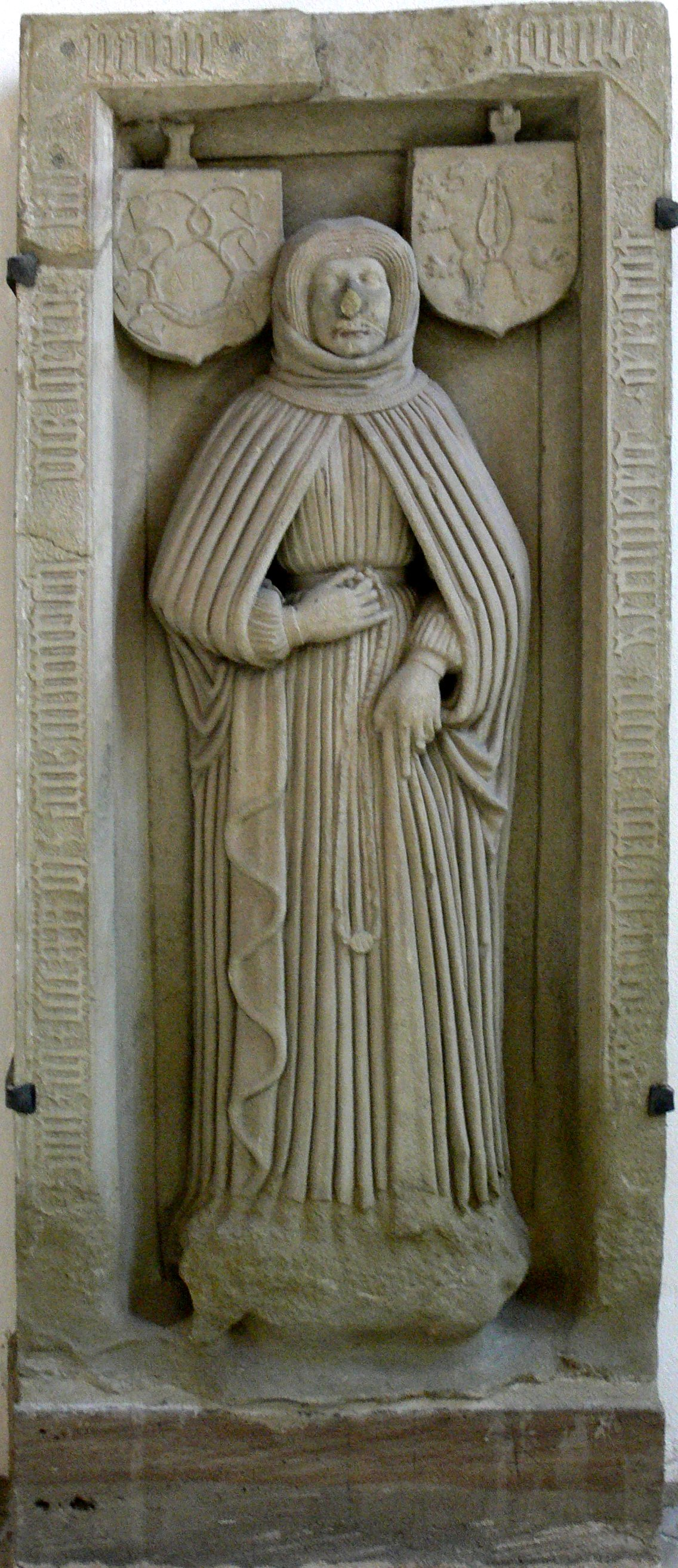
Grab der Margareta von Seckendorff († 1436) im Münster Heilsbronn
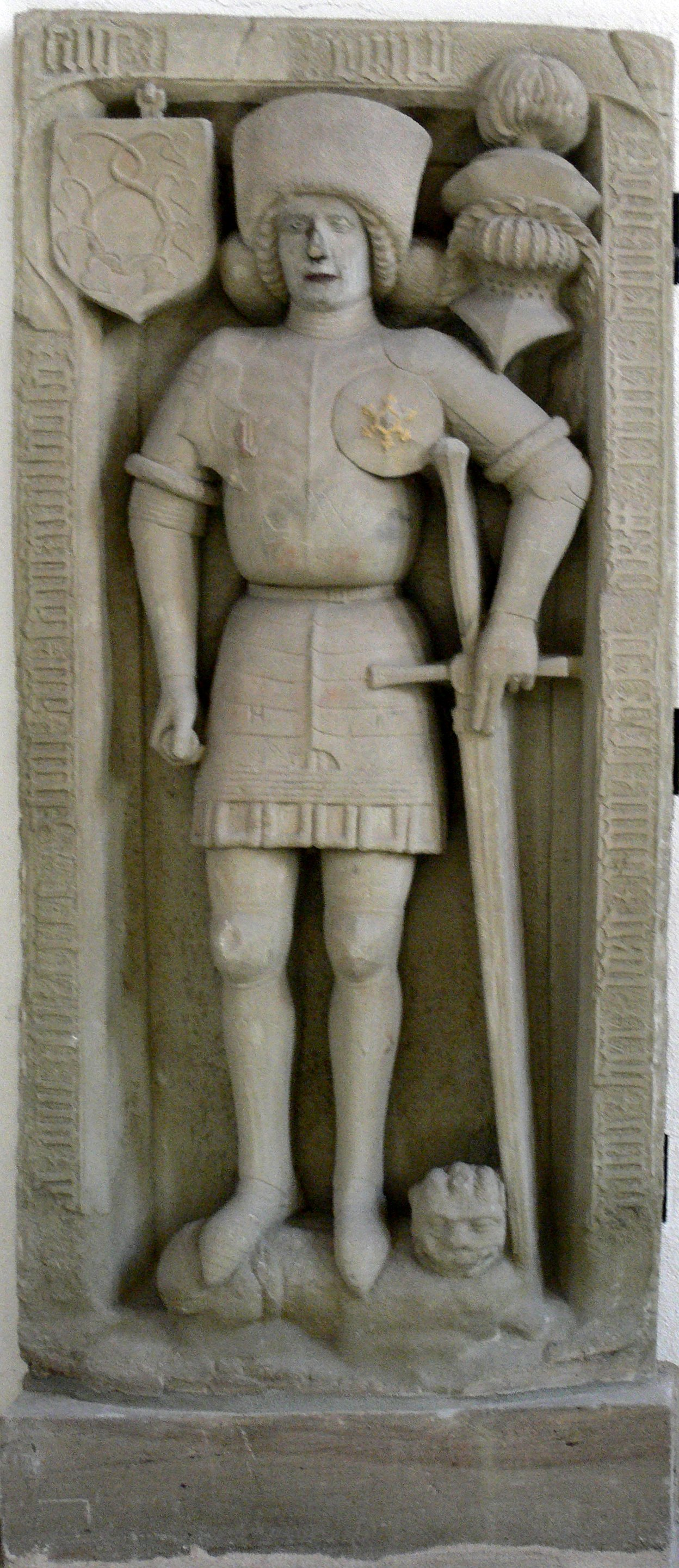
Grab des Georg von Seckendorff († 1444) im Münster Heilsbronn
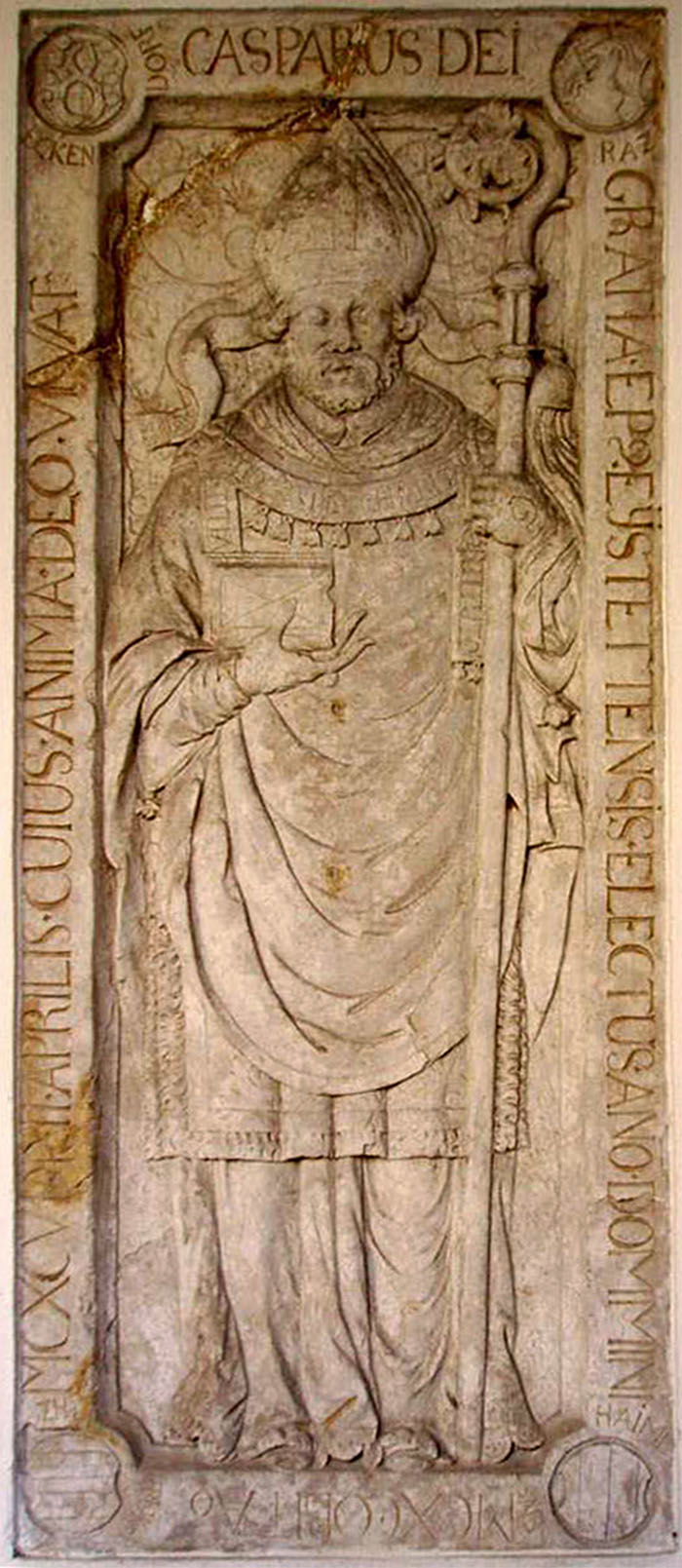
Grabplatte des Eichstätter Fürstbischofs Kaspar von Seckendorf im Kreuzgang des Eichstätter Domes
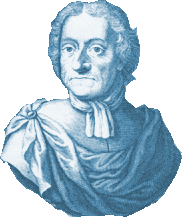
Veit Ludwig von Seckendorff
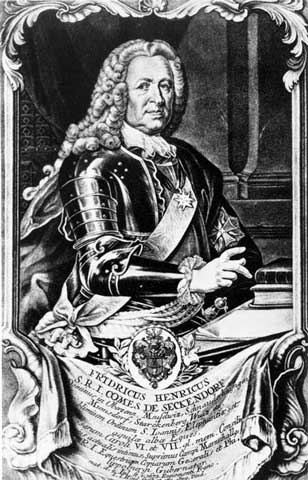
Friedrich Heinrich von Seckendorff
Karl Siegmund von Seckendorff
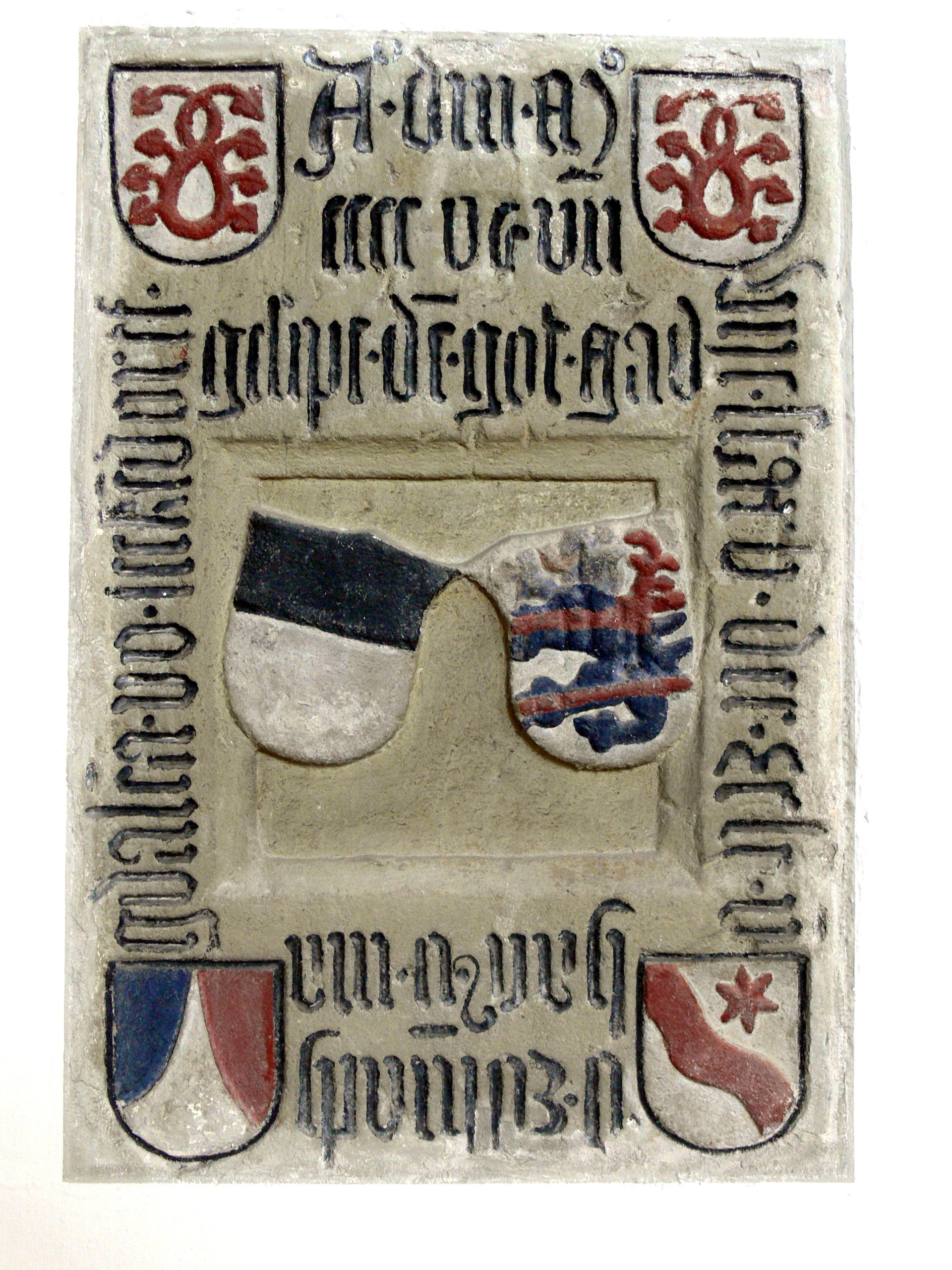
Epitaph in St. Jakob in Abenberg